# Novosedly (ort i Tjeckien, Södra Böhmen, lat 49,26, long 13,80)
Novosedly är en ort i Tjeckien.   Den ligger i regionen Södra Böhmen, i den sydvästra delen av landet, 100 km söder om huvudstaden Prag. Novosedly ligger 416 meter över havet och antalet invånare är 340.
Terrängen runt Novosedly är platt norrut, men söderut är den kuperad. Novosedly ligger nere i en dal. Runt Novosedly är det ganska tätbefolkat, med 75 invånare per kvadratkilometer. Närmaste större samhälle är Strakonice, 7,6 km öster om Novosedly. Trakten runt Novosedly består till största delen av jordbruksmark.